# Vitali Vagin
Vitali Vagin (ur. 10 lutego 1973) – kazachski, a od 1998 roku niemiecki zapaśnik walczący w stylu wolnym. Zajął jedenaste miejsce na mistrzostwach świata w 1994. Piąty na mistrzostwach Azji w 1995. Srebrny medalista igrzysk centralnej Azji w 1995. Czwarty na igrzyskach wojskowych w 1995 roku.